# آل عوجان (رماح)
آل عوجان، هي قرية من فئة (أ) تقع في محافظة رماح، والتابعة لمنطقة الرياض في السعودية. وتبعد آل عوجان عن محافظة رماح بمسافة تقارب () كم.